# Meridian 5
Meridian 5 (ros. Меридиан-5) – utracony rosyjski satelita komunikacyjny przeznaczony na potrzeby wojska. Wystrzelony z wyrzutni LC-43 w Plesiecku (obwód archangielski) rakietą Sojuz 2,1B ze stopniem górnym Fregat, nie osiągnął docelowej orbity o perygeum 900 km i apogeum 39 000 km ze względu na poważną awarię silnika RD-0124 z trzeciego stopnia rakiety. Szczątki satelity i rakiety rozbiły się w obwodzie nowosybirskim w południowej Syberii. Nie odnotowano żadnych strat w ludziach. Jeden z fragmentów rakiety – 0,5-metrowy zbiornik gazu – uderzył w dach domu we wsi Wagajcewo, jednak nikomu nic się nie stało.